# RotorWay International
RotorWay International ist ein Bausatz-Hubschrauber-Hersteller mit Sitz am Stellar Airpark (FAA Ident: P19) in Chandler im US-Bundesstaat Arizona in den USA.

## Geschichte
Das Unternehmen wurde 1961 unter dem Namen Rotorway Aircraft von Buford J.Schramm gegründet, 1990 umbenannt in RotorWay International und von einer Investorengruppe im Jahre 2007 aufgekauft.

## Produkte
Es werden Bausatz-Hubschrauber entwickelt, die vom Käufer zusammengebaut werden können. Als Bauzeit werden von 200 Stunden bis 1000 Stunden angegeben. Von den bisher 2400 verkauften Hubschraubern fliegen etwa die Hälfte. Der Neupreis lag 2010 bei 100.000 USD / 69.000 EUR. Alle kritischen Baugruppen wie Triebwerk, Rotorkopf, Getriebe, Antriebsstränge und Rotorblätter werden im Werk von RotorWay selbst gefertigt.

### Aktuelle Typen
Gasturbinenantrieb:
- RotorWay Eagle 300T (derzeit in der Flugerprobung)

Kolbenmotorgetrieben:
- RotorWay Exec 162F seit 1994
- RotorWay A600 Talon seit 2007

### Nicht mehr hergestellte Typen
- 1961 Javelin
- 1967 Scorpion
- 1972 Scorpion II
- 1980 Exec
- 1990 Exec 90